# ULIM Chișinău
ULIM Chișinău a fost un club de fotbal din Republica Moldova. Clubul a fost fondat în 1992 la Călărași cu numele FC Codru Călărași. În 1998 echipa a fost mutată la Chișinău, iar în 2002 s-a desființat. Pe durata existenței sale clubul a evoluat 5 sezoane în Divizia Națională, între 1992 și 1997, și alte 5 sezoane în Divizia "A", între 1997 și 2002.

## Istoric

Logo anterior

- 1992 - fondare ca FC Codru Călărași
- 1997 - redenumire în ULIM-Codru Călărași
- 1998 - redenumire în ULIM-Tebas Chișinău
- 1999 - redenumire în ULIM Chișinău
- 2002 - desființare

## Palmares
- Divizia Națională

Locul trei (1): 1993-94